# Šarenokljuni gnjurac
Šarenokljuni gnjurac (lat. Podilymbus podiceps) je vrsta vodenih ptica. Budući da je atitlanski gnjurac (Podilymbus gigas) izumro, to je jedini sačuvani član roda Podilymbus. Šarenokljuni gnjurac prvenstveno se nalazi u barama u cijeloj Americi.
To je mali, zdepasti gnjurac kratkoga vrata. Ima 31-38 cm u dužini, a s rasponom krila od 45 do 62 cm. Teži 253-568 grama. Uglavnom je smeđ, s tamnijom krunom. Njihova smeđa boja služi kao kamuflaža u močvarama u kojima žive. Nisu bijeli pod krilima kada lete, kao drugi gnjurci. Ne postoji spolni dimorfizam. Mladunci imaju crne i bijele pruge i izgledaju kao odrasli po zimi. 
Sličan je crnoglavom gnjurcu, iako je ta vrsta manja te ima tanji kljun.
Šarenokljuni gnjurac obitava u cijeloj Sjevernoj Americi, Srednjoj Americi i Južnoj Americi tijekom cijele godine. Tijekom ljetne sezone parenja, oni su najviše rasprostranjeni u središnjoj, sjevernoj i sjeveroistočnoj Kanadi. Povremene dolaze u Europu i na Havaje.